# Ratpenat de xarretera gambià
El ratpenat de xarretera gambià (Epomophorus gambianus) és una espècie de ratpenat de la família dels pteropòdids. Viu a Benín, Burkina Faso, el Camerun, la República Centreafricana, el Txad, la República Democràtica del Congo, Costa d'Ivori, Etiòpia, Gàmbia, Ghana, Guinea, Guinea-Bissau, Libèria, Mali, Nigèria, el Senegal, Sierra Leone, el Sudan, el Sudan del Sud i Togo. El seu hàbitat natural són els boscos tropicals humits i secs, la sabana, els matollars i els hàbitats de mosaic, tot i que també se'l troba a manglars i boscos d'aiguamoll. No hi ha cap amenaça significativa per a la supervivència d'aquesta espècie.